# Babylas

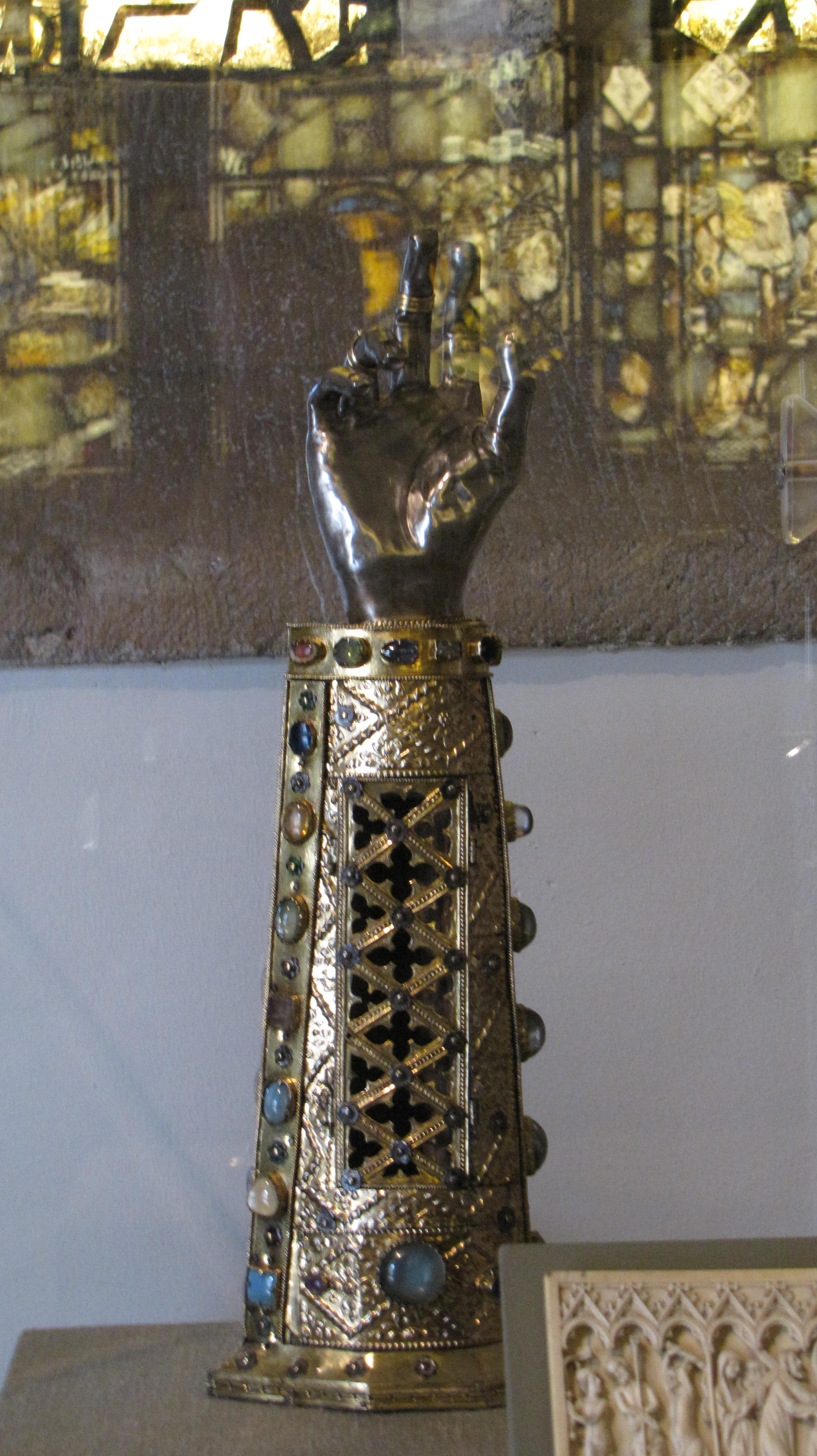
Armreliquiar des heiligen Babylas (1467), heute in Philadelphia

Babylas († um 253 in Antiochien) war Bischof von Antiochien als Nachfolger des Zebinus. Er starb als Märtyrer während der Christenverfolgung des Decius oder eines der folgenden Kaiser. Wichtigste Quelle für sein Leben und Martyrium ist die Historia ecclesiastica des Eusebius von Caesarea.
Der Beginn seiner Amtszeit wird meist auf das Jahr 240 datiert (nach anderen Angaben: 237). Sein Märtyrertod ist der Legende nach darauf zurückzuführen, dass er den Kaiser daran gehindert habe, eine christliche Kirche zu betreten, solange dieser für seine Taten keine Buße geleistet habe. Dieser habe am nächsten Tag Babylas und seine Schüler Urban, Prilidian und Eppolonias, die noch im Kindesalter waren, und deren Mutter Christodoula verhaften und misshandeln lassen. Babylas habe darauf bestanden, in seinen Ketten beigesetzt zu werden; er sei vor seiner Hinrichtung an den erlittenen Verletzungen gestorben. Dieser Bericht des Johannes Chrysostomos bzw. der Märtyrerakten gilt allerdings als wenig glaubwürdig. Das Motiv, dass ein Bischof einem Kaiser den Zugang zur Kirche verweigert, begegnet bereits bei Eusebius, der es in Historia ecclesiastica, VI, 34 auf Philippus Arabs bezieht. Sicher ist lediglich das Faktum des Märtyrertodes selbst. Auch ob dieser bereits unter Decius, also um 250/51, oder erst später im Jahr 253 erfolgt ist, bleibt unsicher. Im Bischofsamt wurde Babylas von Fabius von Antiochia abgelöst.
Babylas wird als Heiliger verehrt. Sein Festtag ist in der katholischen Kirche der 24. Januar, in der orthodoxen Kirche der 4. September. Er wurde der Hauptschutzpatron der Stadt Antiochien. Seine Grabstelle wurde bald zu einem beliebten Wallfahrtsort. Der christliche Kaiser Constantius Gallus ließ dann die Gebeine des Babylas nach Daphne, einem Vorort von Antiochien verbringen und er errichtete dort eine Kirche. Sein Bruder, Kaiser Julian, soll im benachbarten Apollo-Tempel zu dem heidnischen Gott gebetet haben, die Nähe des heiligen Babylas habe jedoch eine Antwort verhindert, woraufhin Julian die Gebeine des Mannes wieder an ihren alten Platz verbracht habe. Im Mittelalter kamen sie dann als Reliquien nach Cremona in Italien, wo sie bis heute verehrt werden. Ein Arm war Bestandteil des Reliquienschatzes des Braunschweiger Doms, 1467 wurde dafür ein Armreliquiar angefertigt, das später Teil des Welfenschatzes wurde und sich heute im Philadelphia Museum of Art befindet.